# HUD (jogo eletrônico)

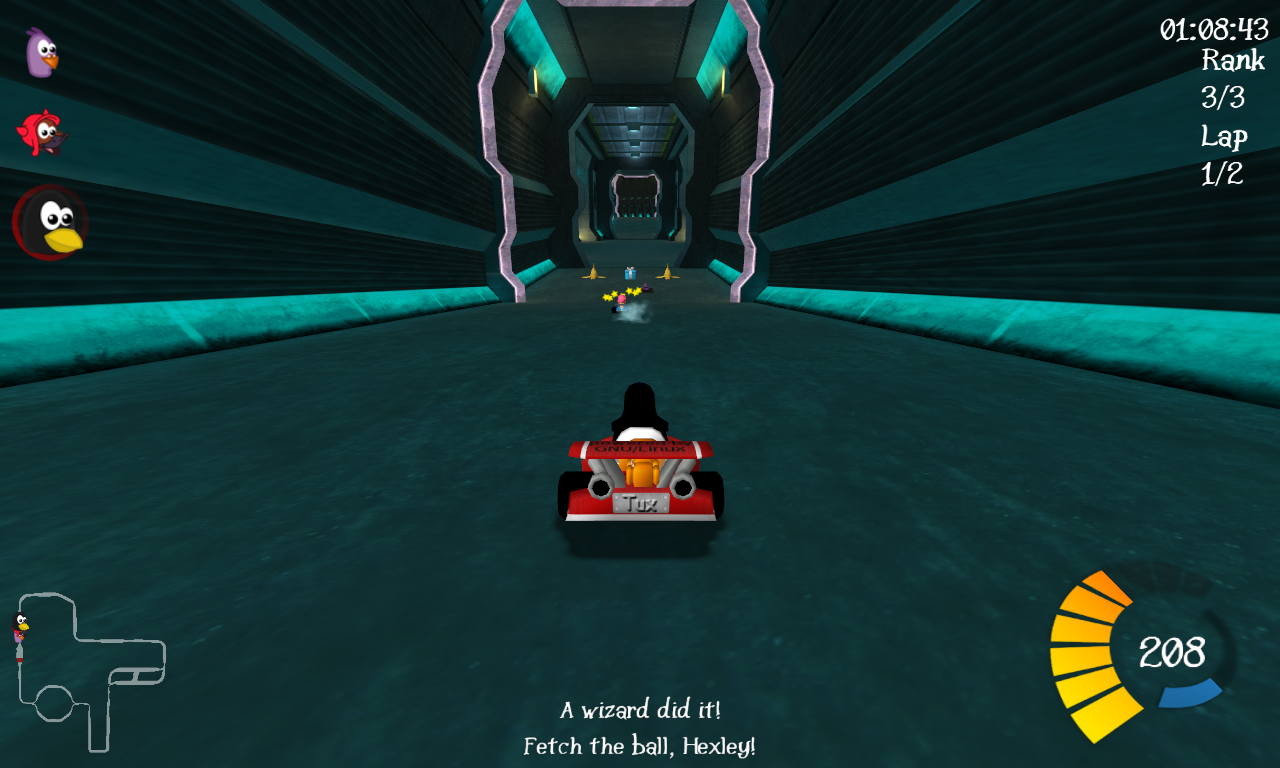
HUD no jogo SuperTuxKart mostrando informações como classificação, velocidade, tempo, nitro e mapa.

A HUD (do inglês: heads-up display - tela de alerta) é a sigla para representação dos objetos do jogo, tais como: vida (às vezes representado por life - do inglês vida, force - do inglês força), magia (às vezes representados por: mana - ou MP, Mana Points -). Esses atributos (assim como são chamados no jogo) variam de nome e de valor de acordo com o jogo (podendo ser traduzido para a língua original do projeto). Pode ser também usada para representar itens e outras objetos do projeto/jogo.

## O que é mostrado na HUD?
Como citado acima, esses atributos que são demonstrados na HUD variam, claro, de projeto para projeto, podendo vir deslocados. Os principais mostrados são:

### HP
Sigla de Health Points - Pontos de Vida - é o mais frequente atributo mostrado na HUD. Esse atributo mostra ao jogador o quanto seu personagem jogável ou não. Em jogos MMORPG, a HUD é geralmente organizada de uma forma que o jogador possa ver o HP de seus companheiros de jogo, e vice - versa. A HUD para bosses (nome designado para os chamados "vilões" do projeto. - Nome inglês para chefe) representa o HP do mesmo, de acordo com alguns projetos, quando o HP chegar ao valor "0" o "boss" morre. Geralmente a cor designada para esse atributo é o vermelho. Nos projetos "The Legend of Zelda", "Star Fox" e "Prince of Persia", a HUD não é posta em barras (como a maioria dos jogos estilo RPG), mas por icones como cristais (no caso: Star Fox), corações (no caso The Legend of Zelda) ou apenas variados icones (no caso Prince of Persia)

### MP
Sigla de Mana Points - Pontos de magia - é a representação de magia, poder ou carga. Esse atributo mostra ao jogador quantos pontos disponíveis tem para liberar magias, poderes ou, em alguns casos, combos (sequência de golpes, chutes ou magias). Em jogos com o tema realismo esse atributo não é muito explorado e por isso, é retirado da concepção do projeto, por geralmente aparecer em projetos cujo tema é Fantasia/Medieval; um bom projeto que explora esse atributo é o projeto Final Fantasy, da produtora Square Enix.

### Munição e Armas
Geralmente aparece com o nome de "Weapons" (do inglês arma), e bem e mais utilizado em projetos que focam no tema ação (ou em jogos com o tema tiro em primeira pessoa). Nessa parte da HUD é mostrada as armas que o jogador possui, com o número de munições possuídas e/ou restantes.

### Mini-mapa
Essa parte da HUD vem sendo comum nos jogos da atualidade. O termo "mini - mapa" já nos diz sua função: ela é responsável para mostrar o mapa detalhado (com trilhas, casas e objetos bem visíveis em miniatura) ou não (representado apenas por 2 ou 3 cores diferentes, uma para representar o chão, outra para representar a trilha e uma outra cor para representar os objetos). Em alguns MMORPG é encontrado um mini - mapa detalhado.

### Menus
Em alguns RPGs, o menu de opções do jogo encontra - se na própria HUD. Esse menu é composto de: opções (volume, jogabilidade em geral), atributos (ataque, defesa, habilidades do personagem) e save (do inglês - salvar - onde se encontra as opções para guardar os arquivos do jogo)